# イリュミナシオン (映画)
『イリュミナシオン』は、2015年11月1日公開の長谷川億名監督による日本のSF映画。長谷川の「日本零年三部作」構想の第一作目。分数から、形式では中篇に当たる。KID FRESINOの映画デビュー作、主演作でもある。

## あらすじ
南北に分断され、北部は紛争地帯となっている2019年日本。かろうじて平和を維持している南部でも、メディアや人々の言動を通して、泥沼化する戦争の影響が感じられる。
幼馴染の倉田(石田法嗣）を北部脱走兵として失った、南部に住む18歳の少年ヨウスケ(KID FRESINO)は、ゲームセンター仲間であるキクチ（ヤマモトユウセイ）から、若者の間で人気があるという、タイムトラベルができるドラッグ、"イリュミナシオン"を知り、溺れている。"イリュミナシオン"によって過去である『戦場へ行くと言った倉田を止められなかった夜』へ行き、そこで倉田に会うことで、空っぽな毎日を埋めているのだった。
ある日、キクチはヨウスケをドラッグ・パーティに誘う。そこには神秘的な世界観を持つディーラー・テルや、絵を描くのが好きなヨウスケの同級生・ミキ、ディープなパーティピープルそうなトミーがいた。そして集まったそれぞれは、なぜ"イリュミナシオン"が魅力的なのか、どんな体験をするのか、フェイクドキュメンタリーや演劇的な形式も入れつつ伝え合おうとする。

## エピソード
- 冒頭でオーバーラップされる声のコラージュは、長谷川が2014年に街中で、「タイムトラベルするドラッグがあったとしたら、どこへ行きたいか？」とインタビューを行った時の音声を元にしている。また2014年の人々の声を記録したいという意図からそれは行われた。
- 「イリュミナシオン」制作の前に長谷川は、2011年の震災がきっかけとなり「日本零年」という映画の構想をしていた。しかし数億円かかる規模のストーリーであったため、頓挫していた。2013年、キヤノン写真新世紀の受賞の祝いにフルサイズ一眼である、「NikonD600」をプレゼントされたこと、ラッパーで友人のDiskomargauxから、「なるべく頑張らずに作ってみたら」とアドバイスを受けたこと、スターバックスでスカウトした女性に「あなたのお母さんに演じてもらったらいいんじゃない?」と言われたこと、父親から「河瀬直美がテレビで、『映画づくりは何から何まで自分一人でやらなきゃいけない』と言ってたよ」と噂を聞いたこと、またインスパイアされる佇まいをした興味深い友人がいたことで、「このカメラと自分のリアルな生活の周囲だけで、超マイクロな、しかし背後にはグローバルな世界の動きが示唆されるような作品を作ろう」と制作を開始した。
- この映画の資金は50万円であり、全て監督本人の出資による。（第9回恵比寿映像祭上映後トークから）
- 「イリュミナシオン」と言うタイトルは、有名なアルチュール・ランボーの詩集からではなく、出演者で友人でもあるヤマモトユウセイと長谷川が、電話で「高速質問ゲーム」をしていたところ、「好きな言葉は?」と言う長谷川の質問に、「イリュミナシオン」とヤマモトが咄嗟に答えたところから、直観的なインスピレーションがあり、付けられた。
- 南北が分裂した近未来日本、と言うアイディアは、ジョン・タイターの噂からきている。
- 谷崎瑠美が声だけの出演をしている「依子」と言う登場人物は、イリュミナシオンの次の作品である、日本零年第二部「DUAL CITY」の主役・依子の原型である。DUAL CITYでは、亡娘が情報化されて未だ生存していると言う事実が判明し、南北関門を横断する母として描かれているが、「イリュミナシオン」で彼女は、南部ドラッグのディーラーに、戦争地帯である北部からの兵士用のドラッグを流す看護士の女性である。
- 長谷川の元の構想では、第一部では平和な南部の若者たちを、第二部では北部の看護婦依子を描き、その二つの世界を繋ぐものとして兵士用ドラッグを登場させ、また、国境を越えることでそのドラッグは「タイムトラベル」と言う副作用を持ち始める、と言うイメージだった。しかしDUAL CITYは幅広い観客に観てもらうため、内容を変更している。
- 出演者は石田法嗣を除いて、役者ではない監督の友人である。KID FRESINOも出演当時、ラップを始めていなかった。写真家の澤田ミキとは、キヤノン写真新世紀の受賞後の会場で出会った。[1]橋本富夫は2000年代に長谷川がYokna Patofa、あるいはヨクナ・パトーファ名義で書いていたブログを読んだことから、Zenarchyとはmixiで、ヤマモトユウセイとは友人の友人であり、facebookで出会った。
- 日本零年というシリーズ名は、ジャン=リュック・ゴダールの「新ドイツ零年」、またロベルト・ロッセリーニの「ドイツ零年」を長谷川が偏愛しているところから来ている。

## キャスト
- ヨウスケ- KID FRESINO
- 倉田 - 石田法嗣
- キクチ - ヤマモトユウセイ
- ミキ - 澤田ミキ
- テル - Zenarchy
- トミー - 橋本富夫
- 依子 - 谷崎瑠美

## スタッフ
- 監督、脚本、撮影、編集、制作：長谷川億名

## 主なロケ地
- 新宿地下通路
- 工事中の旧国立競技場周辺（オリンピック前後の変化を記録するため）
- 池袋（ゲームセンター）
- 多摩